# رابرت هیوز (شناگر)
رابرت هیوز (به انگلیسی: Robert Hughes) (زادهٔ ۱۵ دسامبر ۱۹۳۰) شناگر اهل ایالات متحده آمریکا است.